# Derris yunnanensis
Derris yunnanensis är en ärtväxtart som beskrevs av Woon Young Chun och Foon Chew How. Derris yunnanensis ingår i släktet Derris och familjen ärtväxter. Inga underarter finns listade i Catalogue of Life.